# Kroktjärnen (Hotagens socken, Jämtland, 710980-142750)
Kroktjärnen är en sjö i Krokoms kommun i Jämtland och ingår i Indalsälvens huvudavrinningsområde. Sjön har en area på 0,32 kvadratkilometer och ligger 561,7 meter över havet. Sjön avvattnas av vattendraget Hasslingsån (Fjällån).

## Delavrinningsområde
Kroktjärnen ingår i det delavrinningsområde (710998-142617) som SMHI kallar för Utloppet av Kroktjärnen. Medelhöjden är 616 meter över havet och ytan är 2,68 kvadratkilometer. Räknas de 15 avrinningsområdena uppströms in blir den ackumulerade arean 53,45 kvadratkilometer. Hasslingsån (Fjällån) som avvattnar avrinningsområdet har biflödesordning 3, vilket innebär att vattnet flödar genom totalt 3 vattendrag innan det når havet efter 307 kilometer. Avrinningsområdet består mestadels av skog (72 procent) och sankmarker (11 procent). Avrinningsområdet har 0,32 kvadratkilometer vattenytor vilket ger det en sjöprocent på 12 procent.